# محمد بن عبد الواحد الملاحي
أبو القاسم محمد بن عبد الواحد الغافقي المَلّاحي (1154 - 1222) عالم مسلم ومؤرخ ومحدث وأديب عربي أندلسي. من أهل غرناطة. يعد من أعلام المالكية في عصره وحدّث وأخذ عنه علماء وانتفعوا به. أثنى عليه ابن الأبار وغيره وهو مؤرخ ومحدث وحافظ ونسّابة أديب، عارف بالتفسير. من آثاره فضائل القرآن والأنساب وأربعين حديثا. 

## سيرته
ولد أبو القاسم محمد بن عبد الواحد بن إبراهيم بن مفرج الغافقي الأندلسي الملاحي سنة 549 هـ/ 1154 م في غرناطة والملاحة وهي بلدية تقع في مقاطعة غرناطة التابعة لمنطقة أندلوسيا - قرية من أعمال غرناطة ونسبته إليها نزلها سلفهُ. نسبه كامل هو عبد الواحد بن إبراهيم بن مفرج بن أحمد بن عبد الواحد بن حريث بن جعفر بن سعيد بن محمد بن حقل بن مروان الداخل بن حقل الغافقي. 
 سمع من أبيه، وأبي الحسن بن كوثر، أبي خالد بن رفاعة، وعبد الحق بن بونه، وأبي القاسم بن سمجون، وطبقتهم . وأجاز له أبو عبد الله بن زرقون، وأبو زيد السهيلي، وأبو الطاهر بن عوف الإسكندراني، والخشوعي. أثنى عليه ابن الأبار : كتب عن الكبار والصغار، وبالغ عمره في الاستكثار، وكان حافظا للرواة، عارفا بأخبارهم، وجمع تاريخا في علماء البيرة، وكتاب الأنسابو أربعين حديثا بلغ فيها غاية الاحتفال. وشهد له بحفظ أسماء الرجال، وزاد على من تقدمه، وله استدراك على ابن عبد البر في الصحابة، وكان مكثرا عن أبي محمد بن الفرس، أخذ الناس عنه، وكان أهلا لذلك . 

توفي في شعبان سنة 619 هـ/ 1222 م.

## شعره
من شعره:
له قوله:

## آثاره
- الأنساب
- أربعين حديثا
- فضائل القرآن